# Котор
Котор е крайбрежен град в югоизточната част на Черна гора. Намира се в най-изолираната част на Которския залив. Населението на града е 13 510, като град Котор е център на община Котор. Градът е един от обектите на световното наследство на ЮНЕСКО, заради старото средиземноморско пристанище и впечатляващата Которска крепост, ограждаща града.

## География
Которският залив е една от най-врязаните части на Адриатическо море и затова понякога е наричан „най-южният фиорд“.

## История
През 998/999 година Котор е превзет от войските на Самуил и е в състава на Първото българско царство до неговия край. През XIV век Котор е в състава на Душановото царство.
Между 1420 и 1797 година Котор и околностите му са под властта на Венецианската република и затова венецианското влияние е видимо в архитектурата.

## Личности
Родени
- Борка Павичевич, журналист
- Бошко Борбенов (Бренде), български опълченец, на 5 май 1877 година постъпва доброволец в III рота на I дружина на Българското опълчение, през април 1877 година е произведен унтерофицер, уволнен е на 6 юни 1878 година.[1]
- Младен Кашчелан, футболист

## Побратимени градове
- Несебър, България